# Alexander Erbrich-Crawford
Alexander Erbrich-Crawford (geb. 1965 in Mainz) ist ein deutscher Posaunist und Arrangeur aus Karlsruhe.

## Leben
Den Start seiner musikalischen Laufbahn verdankt er dem am Staatstheater Mainz wirkenden Kammermusiker Hans Gerards. Als Leiter des Bläserkreises von St. Stephan war er auf den jungen Alexander aufmerksam geworden, weil dieser oft pfeifend durch die Gassen der Altstadt in Nähe der Stephanskirche lief. Schließlich bot er dem Kind an, ein Blechblasinstrument zu erlernen. Von dem Musiker bestärkt, fing der damals Neunjährige an, Posaunenunterricht an der Jugendmusikschule zu nehmen. Schon bald spielte er in diversen Orchestern und Bands, unter anderem an seiner Schule, dem Bischöflichen Willigis-Gymnasium. Mit elf Jahren verließ er die Musikschule, um ans Peter-Cornelius-Konservatorium der Stadt Mainz zu wechseln.
Nach seinem Abitur 1984 trat er ins Heeresmusikkorps 8 in Garmisch-Partenkirchen ein. Im Jahr 1985 bestand er die Aufnahmeprüfung an der Musikhochschule München. Sein Studium dort, das er nach vier Jahren beendete, finanzierte er unter anderem mit dem Spielen in Tanzorchestern.
Im Anschluss fand er umgehend eine Anstellung als Posaunist an der Oper im Staatsorchester Stuttgart. Dort machte er die Bekanntschaft mit Enrique Crespo, einem der Initiatoren des 1974 gegründeten Blechbläserensembles German Brass, der als Soloposaunist beim RSO Stuttgart tätig war. Durch Vermittlung Crespos half er gelegentlich aus, wenn andere Mitglieder des zehnköpfigen Ensembles ausfielen. Dabei kam ihn  zugute, dass er neben Posaune auch Trompete und Alphorn spielt und sich in vielen musikalischen Genres zuhause fühlt. Neben dem klassischen Repertoire gelten Latin, Jazz, Folk und Weltmusik seinem Interesse. Seit der Jahrtausendwende ist Erbrich-Crawford festes Mitglied von German Brass und arrangiert inzwischen, neben seinem Kollegen Matthias Höfs, die Musikstücke für die Kombo.
2016 erhielt er zusammen mit dem Blechbläserensemble German Brass den Echo Klassik in der Kategorie Ensemble/Orchester.

## Mitgliedschaften
- German Brass
- Orchester Der Württembergischen Staatstheater Stuttgart
- Staatsorchester Stuttgart
- Die Egerländer Musikanten[3]
- EuroArts Music International[1]

Außerdem engagiert sich Alexander Erbrich-Crawford in der musikalischen Leitung der 2012 gegründeten Blechbläserformation „Rheinhessenbrass“, die sich aus professionellen und semiprofessionellen Musikern aus dem Raum Mainz zusammensetzt.

## Weblink
- Vorstellung der Ensemblemitglieder von German Brass